# HMS Lancaster (1694)
La HMS Lancaster era un vascello di terza classe, da 80 cannoni della Royal Navy, varata a Bursledon, il 3 aprile 1694.

## Storia
Lancaster fu costruito con un armamento di ottanta cannoni e fu varata a Bursledon il 3 aprile 1694 al comando del capitano Andrew Leake, e fu comandata dal capitano Robert Robinson nel 1696 e da Henry Martin nel 1697. Nel 1702, sotto il comando del capitano John Price, fu con Cloudesley Shovell e la Mediterranean Fleet, e continuò così, comandata dal capitano Christopher Myngs nel 1703, e sotto il capitano James Moodie dal 1707 al 1708. Trascorse il 1708 con la flotta dell'ammiraglio John Leake nello stretto di Gibilterra, e fu probabilmente sotto il comando del capitano John Huntingdon dal 1709 al 1711 nel Canale della Manica.
Fu ricostruita secondo le Disposizioni del 1719 a Portsmouth, dove fu rivarata il 1º settembre 1722. Dopo le modifiche, il suo armamento di 80 cannoni, precedentemente trasportato su due ponti, fu portato a tre, anche se continuò ad essere classificato di terza classe.
Il 15 febbraio 1743 fu demolita e ricostruita a Woolwich Dockyard come una nave di terza classe da 66 cannoni, secondo le modifiche del 1741 intervenute sulle Disposizioni del 1719. Questa ricostruzione la riportò a due ponti e fu di nuovo varata il 22 aprile 1749.
Nel 1758 sotto il capitano George Edgcumbe prese parte all'assedio di Louisbourg nel corso della guerra dei sette anni.